# Timur Bartels

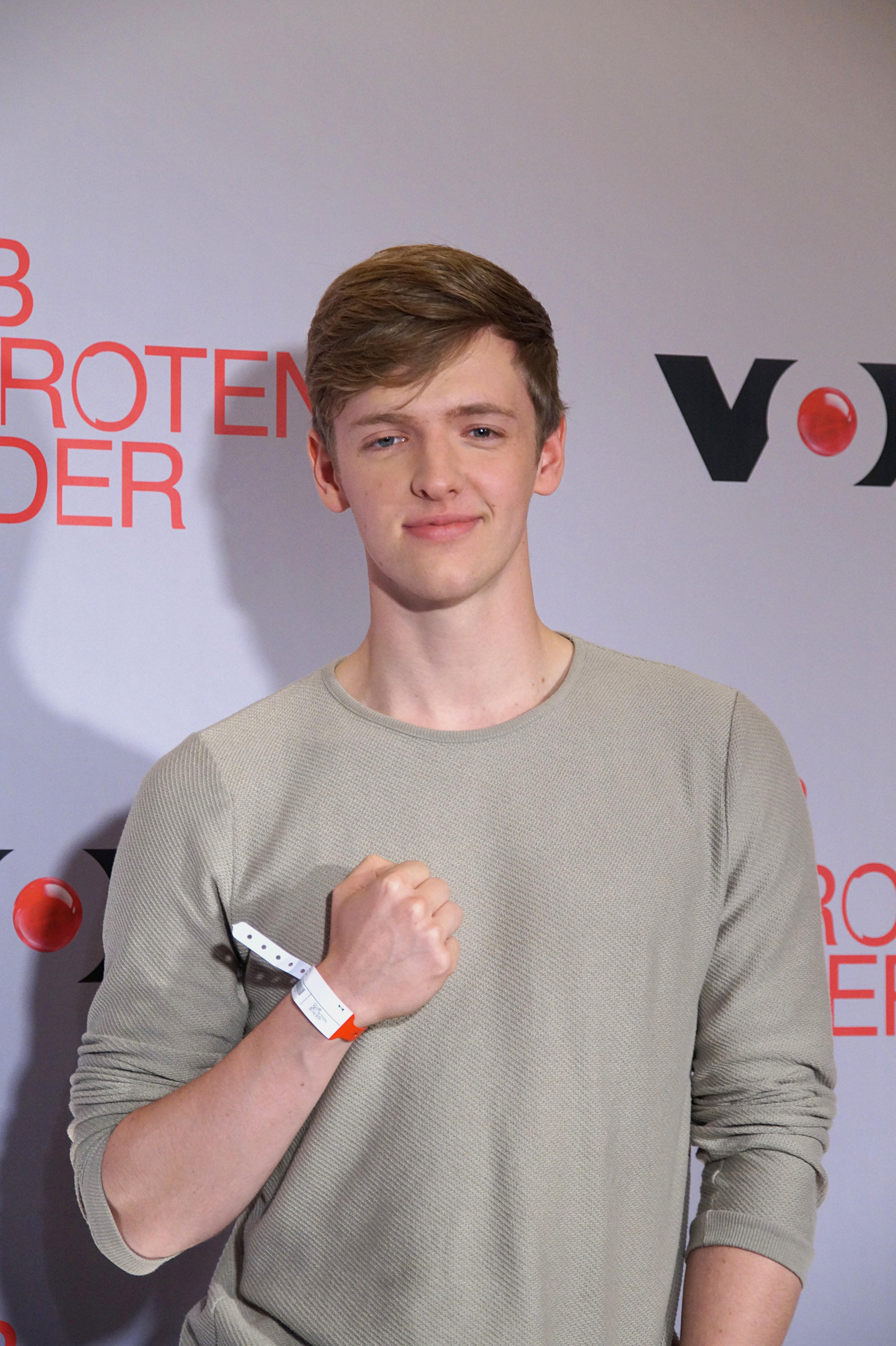
Timur Bartels bei der Preview der 2. Staffel „Club der roten Bänder“, Oktober 2016.

Timur Bartels (* 16. September 1995) ist ein deutscher Schauspieler, Synchronsprecher und Sänger. Seit der Veröffentlichung seiner ersten Single tritt er als Timur auf.

## Leben
Bartels hat Schauspielseminare absolviert und wirkte in mehreren Fernseh- und Kinoproduktionen und im Kinospot Alkohol? Kenn’ dein Limit! mit. Er synchronisierte 2014 für die Zeichentricksendung Wickie und die starken Männer. Sein bislang größter Erfolg war die Hauptrolle als Alexander „Alex“ Breidtbach in der VOX-Fernsehserie Club der roten Bänder von 2015 bis 2017. 2017 folgte seine erste Teilnahme an einer Fernsehshow bei Grill den Henssler.
Im Februar 2019 brachte Timur Bartels seinen ersten Song unter dem Titel Alles erlaubt zusammen mit dem deutschen Rapper Gringo raus. Er erlebte zur selben Zeit den Tod seines Vaters, weshalb er seine Teilnahme bei der Fernsehshow Dancing on Ice Anfang Februar 2019 abbrach. Ende April 2019 brachte er seinen zweiten Song Bruder komm mit Kalazh44 raus. Zwei Monate später folgte Superkraft und Ende Januar 2020 Bitter Sweet Symphony. Letztere gehört zum offiziellen Film-Soundtrack von Die Hochzeit, in der Bartels als Schauspieler ebenfalls mitwirkt.
Bartels wohnt in Berlin.
Im Januar 2022 nahm Bartels als „Buntstift“ an der ProSieben-Show The Masked Dancer teil und belegte den dritten Platz.

## Filmografie
als Schauspieler
- 2015: Mein Sohn Helen (Fernsehfilm)
- 2015–2017: Club der roten Bänder (Fernsehserie)
- 2015: Terra X – Freibeuter der Meere: Die Korsaren (Fernsehreihe) – Regie: Robert Schotter
- 2016: Notruf Hafenkante (Fernsehserie, Folge 10x25: Lautlos)
- 2016: Wo willst du hin, Habibi?
- 2016: SOKO Wismar (Fernsehserie, Folge 14x07: Fenster zum Hof)
- 2016: SOKO Köln (Fernsehserie, Folge 15x11: Tödliche Lügen)
- 2016: SOKO Leipzig (Fernsehserie, Folge 16x13: Väter)
- 2016: Polizeihauptmeister Krause – Krauses Glück (Fernsehreihe) – Regie: Bernd Böhlich
- 2016: Die Chefin (Fernsehserie, Folge 7x05: Hexenjagd)
- 2016: Der mit dem Schlag (Fernsehfilm)
- 2017: Magda macht das schon! (Fernsehserie, Folge 1x03: Nachtgestalten)
- 2017–2018: Die Spezialisten – Im Namen der Opfer (Fernsehserie)
- 2017: Bettys Diagnose (Fernsehserie, Folge 3x05: Ich sehe was, was du nicht siehst)
- 2017: Nackt. Das Netz vergisst nie. (Fernsehfilm)
- 2017–2019: Großstadtrevier (Fernsehserie, zwei Folgen)
- 2017: Ein starkes Team – Gestorben wird immer (Fernsehreihe) – Regie: Thorsten Schmidt
- 2018: Im Wald – Ein Taunuskrimi (Fernsehzweiteiler) – Regie: Marcus O. Rosenmüller
- 2018: Klassentreffen 1.0
- 2018: Ballon
- 2019: Club der roten Bänder – Wie alles begann
- 2019: Letzte Spur Berlin (Fernsehserie, zwei Folgen)
- 2019: So weit das Meer (Fernsehfilm)
- 2019: Hüftkreisen mit Nancy (Fernsehfilm)
- 2019: Prost Mortem – Die letzte Runde (Fernsehserie)
- 2019: Stumme Schreie (Fernsehfilm)
- 2019: Schattenmoor (Fernsehfilm)
- 2020: Die Hochzeit
- 2020: Der Kroatien-Krimi – Tränenhochzeit (Fernsehreihe) – Regie: Michael Kreindl
- 2020: Aus dem Tagebuch eines Uber-Fahrers (Fernsehserie)
- 2021: Die unheimliche Leichtigkeit der Revolution (Fernsehfilm)
- 2021: Bettys Diagnose (Fernsehserie, Folge 8x06: Spiel mit dem Feuer)
- 2021: Kroymann (Satiresendung, 1 Folge)
- 2022: Sommer auf drei Rädern (Fernsehfilm)
- 2022: Rumspringa – Ein Amish in Berlin
- 2022: Friedliche Weihnachten (Amazon-Prime-Serie)
- 2023: Manta Manta – Zwoter Teil
- 2023: Der Dänemark-Krimi: Blutlinie (ARD-Fernsehreihe)
- 2023: Die Chefin (Fernsehserie, Folge Gespenster)
- 2024: Pumpen (ZDFneo-Fernsehserie, 25 Folgen)

als Synchronsprecher
- 2014: Wickie und die starken Männer (Fernsehserie)
- 2019: Latte Igel und der magische Wasserstein

als Teilnehmer
- 2017: Grill den Henssler (Fernsehshow, eine Folge)
- 2019: Dancing on Ice (Fernsehshow, vier Folgen)
- 2022: The Masked Dancer (Fernsehshow, vier Folgen)

## Diskografie

### Singles
- 2019: Alles erlaubt (mit Gringo)
- 2019: Bruder komm (mit Kalazh44)
- 2019: Superkraft
- 2020: Bitter Sweet Symphony
- 2022: Planet
- 2022: Dominoeffekt
- 2022: Ruf einfach an

## Auszeichnung (Auswahl)
- 2016
  - Deutscher Schauspielerpreis für Club der roten Bänder
  - Jupiter für Club der roten Bänder
  - Deutscher Fernsehpreis für Club der roten Bänder
  - New Faces Award Sonderpreis
  - Grimme-Preis für Club der roten Bänder
- 2017
  - Deutscher Fernsehpreis für Club der roten Bänder
  - Jupiter für Club der roten Bänder